# Vincent Noussitou
Vincent Noussitou est un homme politique français né le 22 janvier 1765 à Sarrance (Pyrénées-Atlantiques) et décédé le 6 mai 1823 à Pau (Pyrénées-Atlantiques).

## Biographie
Avocat à Pau, il est élu député du Tiers-État en 1789, pour le Béarn. Il est de nouveau élu député des Basses-Pyrénées au Conseil des Cinq-Cents le 24 germinal an V. Rallié au coup d'État du 18 Brumaire, il devient juge au tribunal criminel de Pau en 1800, puis conseiller à la cour d'appel de Pau en 1811.